# Wolffia arrhiza
Wolffia arrhiza  é uma espécie do género Wolffia. É uma planta aquática, um das espécies conhecidas comummente como lentilha-de-agua. Pertence à subfamilia Lemnoideae, da família das aráceas (Araceae).
Varia tipicamente de 0,8 a 1,3 mm de diâmetro, o que pode torná-la na menor espécie das plantas vasculares. Tem uma forma globular, quase esférica, com a superfície superior achatada de verde escuro. A sua estrutura é muito pequena: carece de um caule, com 1 a 3 pequenos flocos, e com uma pequena inflorescência, 2 estames e 1 pistilo, mal visível a olho nu, que sai na borda da folha e carece de raízes. Flutua na superfície de águas estagnadas ou calmas e é capaz de se reproduzir rapidamente, através da clonagem, encontrando frequentemente pares de indivíduos ainda unidos de um lado.
Está amplamente distribuída por áreas temperadas, subtropicais e tropicais da Europa, África, Ásia Ocidental, Venezuela e Brasil Oriental.
Esta pequena planta é um alimento nutritivo. A sua parte verde é de cerca de 40% de proteína por peso seco e a sua turhão é de cerca de 40% de amido. Contém muitos aminoácidos importantes para a dieta humana, quantidades relativamente grandes de minerais dietéticos e elementos de vestígios como cálcio, magnésio e zinco, e vitamina B12. Há muito que é utilizada como fonte de alimentos baratos na Birmânia, no Laos e na Tailândia, onde é conhecida como khai-nam ("ovos da água"). A planta é prolífica na sua reprodução, crescendo em tapetes flutuantes que podem ser colhidos a cada 3 a 4 dias; demonstrou duplicar a sua população em menos de quatro dias in vitro.

## Taxonomia
Wolffia arrhiza foi descrita por (L.) Horkel ex Wimm. e publicada em Linnaea 13: 392. 1839.
Sinonimia
- Bruniera vivipara Franch.
- Horkelia arrhiza (L.) Druce
- Lemna arrhiza L.
- Lemna microscopica Schur
- Lenticula arrhiza (L.) Lam.
- Wolffia delilii Miq.
- Wolffia michelii Schleid.[9]